# 鏡城郡
鏡城郡（キョンソンぐん）は、朝鮮民主主義人民共和国咸鏡北道に属する郡。李氏朝鮮王朝時代の地方行政の中心地であり、咸鏡道の名も鏡城に由来する。また、朱乙温泉をはじめとする温泉が多い。

## 地理
日本海沿岸に位置する。北に清津市、南に漁郎郡、西に延社郡と接する。

## 歴史
植民地期までの鏡城郡は、現在の漁郎郡を含む。
高句麗・渤海を経て女真族の領域となり、高麗との間の抗争の場となった。一時期元の統治下に置かれたこともある。朝鮮王朝初期にこの地は「鏡城」と呼ばれるようになり、この地を治める鏡城都護府使は北道節度使の兼任とされるなど、東北辺境統治上の重要な土地とされた。近代に入っても引き続き咸鏡北道の道庁所在地であった。
郡内の羅南には日本軍第19師団が駐屯し、1920年代には羅南邑に郡庁が移転された。羅南は1940年に清津府に編入される。

### 年表
この節の出典
- 1398年 - 鏡城と称され、万戸が置かれた。
- 1410年 - 鏡城府が置かれる。
- 1432年7月 - 鏡城都護府に昇格する。
- 1896年 - 鏡城に咸鏡北道観察使が置かれる。
- 1914年4月1日 - 郡面併合により、咸鏡北道鏡城郡の一部(明澗面)が明川郡に編入。鏡城郡に以下の面が成立。(6面)
  - 朱南面・朱北面・漁郎面・朱乙温面・梧村面・龍城面
- 1930年 - 梧村面が分割され、羅南面・鏡城邑が発足。(1邑6面)
- 1931年 - 羅南面が羅南邑に昇格。(2邑5面)
- 1939年 - 龍城面の一部が清津府に編入。(2邑5面)
- 1940年3月 - 羅南邑の一部が清津府に編入。(2邑5面)
- 1943年10月1日 (2邑5面)
  - 朱乙温面が朱乙邑に昇格。
  - 漁郎面の一部が分立し、漁大津邑が発足。
  - 清津府の一部が龍城面に編入。
  - 羅南邑および鏡城邑・龍城面の各一部が清津府に編入。
  - 鏡城邑が鏡城面に降格。
- 1945年 (1邑4面)
  - 龍城面の一部が清津府の一部と合併し、羅南市となる。
  - 龍城面・鏡城面の各一部が清津市に編入。
  - 龍城面の残部が鏡城面に編入。
  - 漁大津邑が漁郎面に編入。
- 1949年 - 朱乙邑が朱乙温面に降格。(5面)
- 1952年12月 - 郡面里統廃合により、咸鏡北道鏡城郡朱乙温面および鏡城面・朱北面の各一部地域をもって、鏡城郡を設置。鏡城郡に以下の邑・里が成立。(1邑23里)
  - 鏡城邑・九徳里・冠帽里・南夕里・大郷里・独淵里・龍山里・龍川里・龍峴里・モレ温泉里・梅香里・朴忠里・甫上里・生気嶺里・寿星里・勝岩里・梧上里・温大津里・一郷里・長坪里・朱乙温堡里・仲坪里・河面里・花下里
- 1953年12月 - 生気嶺里が生気嶺労働者区に昇格。(1邑1労働者区22里)
- 1954年10月 - 甫上里が梅香里に編入。(1邑1労働者区21里)
- 1963年11月 - 寿星里・勝岩里が合併し、勝岩労働者区が発足。(1邑2労働者区19里)
- 1972年11月 (1邑4労働者区17里)
  - 朴忠里が朴忠労働者区に昇格。
  - 龍川里が龍川労働者区に昇格。
- 1977年11月 - 清津直轄市の設置に伴い、清津直轄市鏡城郡となる。(1邑4労働者区17里)
  - モレ温泉里が朱乙里に改称。
- 1978年10月 - 九徳里が羅南区域に編入。(1邑4労働者区16里)
- 1981年 (1邑4労働者区16里)
  - 朱乙里が下温堡里に改称。
  - 朱乙温堡里が上温堡里に改称。
- 1985年7月 - 清津直轄市の廃止に伴い、咸鏡北道鏡城郡となる。(1邑4労働者区16里)
- 1992年12月 (1邑5労働者区15里)
  - 鏡城邑・下温堡里の各一部が合併し、下温堡労働者区が発足。
  - 下温堡里の残部が上温堡里に編入。
- 1999年 - 龍峴里が塩盆里に改称。(1邑5労働者区15里)

## 下部行政区画
1邑15里5労働者区から構成される。中心部はかつての朱乙邑である。

### 沿革
1945年8月15日時点で鏡城郡は以下の2邑4面から構成されていた。
- 漁大津邑 － 어대진읍【漁大津邑】 （オデジン=ウプ）
- 朱乙邑 － 주을읍【朱乙邑】 （チュウル=ウプ）
- 鏡城面 － 경성면【鏡城面】 （キョンソン=ミョン）
- 漁郎面 － 어랑면【漁郞面】 （オラン=ミョン）
- 朱北面 － 주북면【朱北面】 （チュブク=ミョン）
- 朱南面 － 주남면【朱南面】 （チュナム=ミョン）

現在は1邑・5労働者区・15里を管轄する。
| - 鏡城邑（キョンソンウプ） - 龍川労働者区（リョンチョンノドンジャグ） - 朴忠労働者区（パクチュンノドンジャグ） - 生気嶺労働者区（センギリョンノドンジャグ） - 勝岩労働者区（スンアムノドンジャグ） - 下温堡労働者区（ハオンポロドンジャグ） - 冠帽里（クァンモリ） - 南夕里（ナムソンニ） - 大郷里（テヒャンニ） - 独淵里（トギョンニ） | - 龍山里（リョンサンニ） - 梅香里（メヒャンニ） - 上温堡里（サンオンポリ） - 塩盆里（ヨンブンニ） - 梧上里（オサンニ） - 温大津里（オンデジンニ） - 一郷里（イリャンニ） - 長坪里（チャンピョンニ） - 仲坪里（チュンピョンニ） - 河面里（ハミョンニ） - 花下里（ファハリ） |

## 交通
- 平羅線
  - 龍峴駅 - 鏡城駅 - 生気嶺駅 - 勝岩駅
- 大郷線
  - 龍峴駅 - 大郷駅

## 産業
温泉や風光明媚な自然で知られ、植民地期には一大観光地であった。
良質の陶土を産し、窯業でも知られる。

## 観光
清津から西南方へ35km離れた海辺に位置している。朝鮮の有名な陶磁器生産地、休養観光地である。
- 塩盆革命史跡地 ： 鏡城邑から海辺へ4kmの地点にある。
- 朱乙温泉
- 鏡城温泉 ： 鏡城邑から2km離れた下温堡里にある。治療用の温泉である。
- 温堡温泉 ： 鏡城邑から西北方へ12kmの地点にある。古くからリゾートとして広く知られている。
- 鏡威邑城と鏡城南大門 ： 高麗時代に建てられ、李朝時代に改築された古跡。

## 出身者
- 武亭 - 北朝鮮の軍人、1904年鏡城郡出身。